# Thomas Blanchard
En Thomas Blanchard (Sutton (Massachusetts), 24 de juny de 1788 - Boston, Massachusetts, 16 d'abril de 1864) va ser un prolífic inventor nord-americà, patentant més de vint-i-cinc dels seus invents.

## Biografia
Nasqué a Sutton, Massachusetts. La seva primera màquina, feta i patentada el 1806, va ser una màquina per fabricar xinxetes metàl·liques, que en podia fer cinc-centes per minut, moltes més que les fabricades manualment. Després de vendre els drets d'aquesta màquina per 5.000 dòlars, en Blanchard va centrar-se en el mecanitzat de les armes de foc, i va inventar una màquina per dinamitzar el procés. Aquesta màquina era un torn copiador, per mecanitzar els canons de les armes. Va ser contractat per l'arsenal de Springfield durant la seva construcció, i va acabar la màquina en 1820.
Després va centrar-se en el transport, i va inventar un motor de vapor abans de la invenció del ferrocarril; va crear una embarcació de vapor capaç de remuntar el riu Connecticut, i la va patentar el 1831. El 1851 va dissenyar i construir una màquina que podia doblegar fustes gruixudes. A més d'aquests importants invents, en Blanchard també va dissenyar diverses màquines per tallar i doblegar paper per fer sobres.